# Maksim Siergiejew
Maksim Aleksiejewicz Siergiejew (ros. Максим Алексеевич Сергеев, ur. 16 czerwca 1999 w Leninogorsku) – rosyjski skoczek narciarski. Medalista mistrzostw świata juniorów (2019), zimowych igrzysk olimpijskich młodzieży (2016) i zimowego olimpijskiego festiwalu młodzieży Europy (2015), a także mistrzostw kraju.

## Przebieg kariery
Pierwszy skok w życiu oddał w 2005. W oficjalnych zawodach międzynarodowych organizowanych przez FIS zadebiutował w styczniu 2015, gdy wziął udział w Zimowym Olimpijskim Festiwalu Młodzieży Europy 2015. W konkursie indywidualnym zajął 36. miejsce, w rywalizacji drużynowej uplasował się na 7. pozycji, a w rywalizacji drużynowej mikstów zdobył srebrny medal (drużyna Rosji wystąpiła w składzie: Sofja Tichonowa, Kiriłł Kotik, Marija Jakowlewa i Maksim Siergiejew).
W lutym 2016 wziął udział w Zimowych Igrzyskach Olimpijskich Młodzieży 2016, gdzie w konkursie indywidualnym zajął 8. pozycję, w drużynowym mieszanym konkursie skoków uplasował się na 4. pozycji, a w sztafecie mieszanej, wraz z drużyną rosyjską (skład: Sofja Tichonowa, Maksim Siergiejew, Witalij Iwanow, Maja Jakunina i Igor Fiedotow) zdobył złoty medal. W sezonie 2015/2016 zadebiutował w FIS Cupie, jednak nie zdobył punktów, zajmując we wrześniu 2015 w Râșnovie miejsca w czwartej dziesiątce (34. i 40.).
Pierwsze punkty FIS Cup zdobył 8 stycznia 2017 w Zakopanem, plasując się na 4. pozycji. W lutym 2017 wystąpił w mistrzostwach świata juniorów – indywidualnie był 21., a drużynowo dwukrotnie 9. (zarówno w rywalizacji mężczyzn, jak i mikstów). W tym samym miesiącu zadebiutował w Pucharze Kontynentalnym, plasując się w Planicy w piątej dziesiątce. W lutym 2018 po raz drugi w karierze wziął udział w mistrzostwach świata juniorów – w konkursie indywidualnym zajął 31. lokatę, a w zmaganiach drużynowych 8. (mężczyźni) i 6. (mikst). 9 grudnia 2018 w Lillehammer po raz pierwszy w karierze punktował w Pucharze Kontynentalnym, zajmując 30. lokatę (po dyskwalifikacji w 2. serii, w pierwszej części zmagań był 18). Pod koniec grudnia 2018 został powołany na 67. Turniej Czterech Skoczni.
W międzynarodowych zawodach rangi FIS po raz ostatni wystartował 23 marca 2019, podczas konkursu drużynowego Pucharu Świata w Planicy.
Jest medalistą mistrzostw Rosji – w 2017 został wicemistrzem kraju w konkursie indywidualnym na skoczni dużej, w 2018 zdobył brązowy medal w konkursie drużynowym na skoczni dużej, a latem 2018 zajął trzecie miejsce indywidualnie na skoczni dużej oraz w drużynie.

## Mistrzostwa świata

### Indywidualnie
| 2019 Seefeld/Innsbruck | – | dyskwalifikacja w kwalifikacjach (K-99) |

### Starty M. Siergiejewa na mistrzostwach świata – szczegółowo
| Miejsce | Dzień   | Rok  | Miejscowość | Skocznia                   | Punkt K | HS     | Konkurs  | Skok 1 | Skok 2 | Nota | Strata                  | Zwycięzca               |
| ------- | ------- | ---- | ----------- | -------------------------- | ------- | ------ | -------- | ------ | ------ | ---- | ----------------------- | ----------------------- |
| NQ      | 1 marca | 2019 | Seefeld     | Toni-Seelos-Olympiaschanze | K-99    | HS-109 | indywid. | DSQ    | DSQ    | DSQ  | Nie zakwalifikował się. | Nie zakwalifikował się. |

## Mistrzostwa świata juniorów

### Indywidualnie
| 2017 Park City  | – | 21. miejsce |
| 2018 Kandersteg | – | 31. miejsce |
| 2019 Lahti      | – | 25. miejsce |

### Drużynowo
| 2017 Park City  | – | 9. miejsce, 9. miejsce (drużyna mieszana)  |
| 2018 Kandersteg | – | 8. miejsce, 6. miejsce (drużyna mieszana)  |
| 2019 Lahti      | – | 7. miejsce, złoty medal (drużyna mieszana) |

### Starty M. Siergiejewa na mistrzostwach świata juniorów – szczegółowo
| Miejsce | Dzień       | Rok  | Miejscowość | Skocznia           | Punkt K | HS     | Konkurs    | Skok 1 | Skok 2 | Nota                  | Strata    | Zwycięzca            |
| ------- | ----------- | ---- | ----------- | ------------------ | ------- | ------ | ---------- | ------ | ------ | --------------------- | --------- | -------------------- |
| 21.     | 1 lutego    | 2017 | Park City   | Utah Olympic Park  | K-90    | HS-100 | indywid.   | 90,5 m | 88,0 m | 233,7 pkt             | 29,5 pkt  | Viktor Polášek       |
| 9.      | 3 lutego    | 2017 | Park City   | Utah Olympic Park  | K-90    | HS-100 | druż.      | 97,5 m | –      | 375,5 pkt (96,6 pkt)  | 556,8 pkt | Słowenia             |
| 9.      | 5 lutego    | 2017 | Park City   | Utah Olympic Park  | K-90    | HS-100 | druż. mix. | 85,0 m | –      | 378,0 pkt (102,8 pkt) | 547,3 pkt | Słowenia             |
| 31.     | 1 lutego    | 2018 | Kandersteg  | Lötschberg-Schanze | K-95    | HS-106 | indywid.   | 86,5 m | –      | 104,3 pkt             | 187,1 pkt | Marius Lindvik       |
| 8.      | 3 lutego    | 2018 | Kandersteg  | Lötschberg-Schanze | K-95    | HS-106 | druż.      | 88,0 m | 99,0 m | 844,0 pkt (229,4 pkt) | 224,5 pkt | Niemcy               |
| 6.      | 4 lutego    | 2018 | Kandersteg  | Lötschberg-Schanze | K-95    | HS-106 | druż. mix. | 94,0 m | 91,5 m | 697,5 pkt (184,7 pkt) | 171,8 pkt | Norwegia             |
| 25.     | 24 stycznia | 2019 | Lahti       | Salpausselkä       | K-90    | HS-100 | indywid.   | 88,0 m | 89,5 m | 211,1 pkt             | 41,0 pkt  | Thomas Aasen Markeng |
| 7.      | 26 stycznia | 2019 | Lahti       | Salpausselkä       | K-90    | HS-100 | druż.      | 90,0 m | 88,5 m | 874,9 pkt (230,9 pkt) | 104,8 pkt | Niemcy               |
| 1.      | 28 stycznia | 2019 | Lahti       | Salpausselkä       | K-90    | HS-100 | druż. mix. | 88,5 m | 88,5 m | 984,4 pkt (229,6 pkt) | –         | –                    |

## Igrzyska olimpijskie młodzieży

### Indywidualnie
| 2016 Lillehammer | – | 8. miejsce |

### Drużynowo
| 2016 Lillehammer | – | 4. miejsce (drużyna mieszana), złoty medal (sztafeta mieszana) |

### Starty M. Siergiejewa na igrzyskach olimpijskich młodzieży – szczegółowo
| Miejsce | Dzień     | Rok  | Miejscowość | Skocznia       | Punkt K | HS     | Konkurs           | Skok 1 | Skok 2 | Nota                  | Strata   | Zwycięzca     |
| ------- | --------- | ---- | ----------- | -------------- | ------- | ------ | ----------------- | ------ | ------ | --------------------- | -------- | ------------- |
| 8.      | 16 lutego | 2016 | Lillehammer | Lysgårdsbakken | K-90    | HS-100 | indywid.          | 92,5 m | 89,5 m | 218,2 pkt             | 44,6 pkt | Bor Pavlovčič |
| 4.      | 18 lutego | 2016 | Lillehammer | Lysgårdsbakken | K-90    | HS-100 | druż. mix.        | 88,0 m | 90,0 m | 653,0 pkt (210,1 pkt) | 56,5 pkt | Słowenia      |
| 1.      | 19 lutego | 2016 | Lillehammer | Lysgårdsbakken | K-90    | HS-100 | sztafeta mieszana | 93,0 m | 93,0 m | 349,6 pkt (110,2 pkt) | –        | –             |

## Zimowy olimpijski festiwal młodzieży Europy

### Indywidualnie
| 2015 Tschagguns | – | 36. miejsce |

### Drużynowo
| 2015 Tschagguns | – | 7. miejsce, srebrny medal (drużyna mieszana) |

### Starty M. Siergiejewa na zimowym olimpijskim festiwalu młodzieży Europy – szczegółowo
| Miejsce | Dzień       | Rok  | Miejscowość | Skocznia                   | Punkt K | HS     | Konkurs    | Skok 1 | Skok 2 | Nota                  | Strata    | Zwycięzca     |
| ------- | ----------- | ---- | ----------- | -------------------------- | ------- | ------ | ---------- | ------ | ------ | --------------------- | --------- | ------------- |
| 36.     | 27 stycznia | 2015 | Tschagguns  | Montafoner Schanzenzentrum | K-97    | HS-108 | indywid.   | 80,0 m | –      | 89,9 pkt              | 181,4 pkt | Niko Kytösaho |
| 7.      | 28 stycznia | 2015 | Tschagguns  | Montafoner Schanzenzentrum | K-97    | HS-108 | druż.      | 91,5 m | 94,5 m | 855,4 pkt (226,6 pkt) | 175,0 pkt | Słowenia      |
| 2.      | 30 stycznia | 2015 | Tschagguns  | Montafoner Schanzenzentrum | K-60    | HS-66  | druż. mix. | 57,0 m | 57,0 m | 870,6 pkt (204,6 pkt) | 10,0 pkt  | Niemcy        |

## Puchar Świata

### Miejsca w poszczególnych konkursach indywidualnychPucharu Świata
| Źródło | Źródło     | Źródło     | Źródło            | Źródło            | Źródło          | Źródło          | Źródło           | Źródło                       | Źródło          | Źródło              | Źródło         | Źródło         | Źródło         | Źródło        | Źródło        | Źródło           | Źródło           | Źródło           | Źródło      | Źródło          | Źródło          | Źródło     | Źródło            | Źródło          | Źródło          | Źródło        | Źródło        | Źródło | Źródło | Źródło | Źródło | Źródło | Źródło | Źródło | Źródło | Źródło | Źródło | Źródło | Źródło | Źródło | Źródło | Źródło | Źródło | Źródło | Źródło | Źródło | Źródło | Źródło | Źródło |
| --- | ---------- | ---------- | ----------------- | ----------------- | --------------- | --------------- | ---------------- | ---------------------------- | --------------- | ------------------- | -------------- | -------------- | -------------- | ------------- | ------------- | ---------------- | ---------------- | ---------------- | ----------- | --------------- | --------------- | ---------- | ----------------- | --------------- | --------------- | ------------- | ------------- | ------ | ------ | ------ | ------ | ------ | ------ | ------ | ------ | ------ | ------ | ------ | ------ | ------ | ------ | ------ | ------ | ------ | ------ | ------ | ------ | ------ | ------ |
| Sezon 2018/2019 |            |            |                   |                   |                 |                 |                  |                              |                 |                     |                |                |                |               |               |                  |                  |                  |             |                 |                 |            |                   |                 |                 |               |               |        |        |        |        |        |        |        |        |        |        |        |        |        |        |        |        |        |        |        |        |        |        |
| Wisła HS134 | Ruka HS142 | Ruka HS142 | Niżny Tagił HS134 | Niżny Tagił HS134 | Engelberg HS140 | Engelberg HS140 | Oberstdorf HS137 | Garmisch-Partenkirchen HS142 | Innsbruck HS130 | Bischofshofen HS142 | Predazzo HS135 | Predazzo HS135 | Zakopane HS140 | Sapporo HS137 | Sapporo HS137 | Oberstdorf HS235 | Oberstdorf HS235 | Oberstdorf HS235 | Lahti HS130 | Willingen HS145 | Willingen HS145 | Oslo HS134 | Lillehammer HS140 | Trondheim HS138 | Vikersund HS240 | Planica HS240 | Planica HS240 | punkty |        |        |        |        |        |        |        |        |        |        |        |        |        |        |        |        |        |        |        |        |        |
| - | -          | -          | -                 | -                 | -               | -               | q                | q                            | q               | q                   | -              | -              | -              | -             | -             | -                | -                | -                | q           | -               | -               | q          | q                 | q               | q               | q             | -             | 0      |        |        |        |        |        |        |        |        |        |        |        |        |        |        |        |        |        |        |        |        |        |
| Legenda |            |            |                   |                   |                 |                 |                  |                              |                 |                     |                |                |                |               |               |                  |                  |                  |             |                 |                 |            |                   |                 |                 |               |               |        |        |        |        |        |        |        |        |        |        |        |        |        |        |        |        |        |        |        |        |        |        |
| 1 2 3 4-10 11-30 poniżej 30 dq – dyskwalifikacja q – dyskwalifikacja w kwalifikacjach q – zawodnik nie zakwalifikował się - – zawodnik nie wystartował |            |            |                   |                   |                 |                 |                  |                              |                 |                     |                |                |                |               |               |                  |                  |                  |             |                 |                 |            |                   |                 |                 |               |               |        |        |        |        |        |        |        |        |        |        |        |        |        |        |        |        |        |        |        |        |        |        |

### Raw Air

#### Miejsca w klasyfikacji generalnej
| Sezon | Miejsce |
| ----- | ------- |
| 2019  | 55.     |

### Planica 7

#### Miejsca w klasyfikacji generalnej
| Sezon | Miejsce |
| ----- | ------- |
| 2019  | 54.     |

## Puchar Kontynentalny

### Miejsca w klasyfikacji generalnej
| Sezon     | Miejsce |
| --------- | ------- |
| 2018/2019 | 115.    |

### Miejsca w poszczególnych konkursachPucharu Kontynentalnego
| Sezon 2016/2017                                                               |                   |                 |            |                 |                 |                        |                        |                        |                              |                              |               |               |               |                     |                     |                     |                     |                     |                  |                  |                   |                     |                     |                |                |                   |                   |                   |                   |        |        |        |        |        |        |        |        |        |        |        |        |        |        |        |        |        |        |        |        |        |        |        |        |        |        |        |        |        |        |        |        |        |        |        |        |        |        |
| Vikersund HS117                                                               | Vikersund HS117   | Vikersund HS117 | Ruka HS142 | Ruka HS142      | Engelberg HS140 | Engelberg HS140        | Titisee-Neustadt HS142 | Titisee-Neustadt HS142 | Garmisch-Partenkirchen HS140 | Garmisch-Partenkirchen HS140 | Sapporo HS100 | Sapporo HS137 | Sapporo HS137 | Bischofshofen HS140 | Bischofshofen HS140 | Erzurum HS140       | Erzurum HS109       | Brotterode HS117    | Brotterode HS117 | Planica HS139    | Planica HS139     | Iron Mountain HS133 | Iron Mountain HS133 | Rena HS139     | Rena HS139     | Zakopane HS134    | Zakopane HS134    | Czajkowskij HS106 | Czajkowskij HS106 | punkty |        |        |        |        |        |        |        |        |        |        |        |        |        |        |        |        |        |        |        |        |        |        |        |        |        |        |        |        |        |        |        |        |        |        |        |        |        |
| -                                                                             | -                 | -               | -          | -               | -               | -                      | -                      | -                      | -                            | -                            | -             | -             | -             | -                   | -                   | -                   | -                   | -                   | -                | dq               | 44                | -                   | -                   | -              | -              | -                 | -                 | -                 | -                 | 0      |        |        |        |        |        |        |        |        |        |        |        |        |        |        |        |        |        |        |        |        |        |        |        |        |        |        |        |        |        |        |        |        |        |        |        |        |        |
| Sezon 2017/2018                                                               |                   |                 |            |                 |                 |                        |                        |                        |                              |                              |               |               |               |                     |                     |                     |                     |                     |                  |                  |                   |                     |                     |                |                |                   |                   |                   |                   |        |        |        |        |        |        |        |        |        |        |        |        |        |        |        |        |        |        |        |        |        |        |        |        |        |        |        |        |        |        |        |        |        |        |        |        |        |        |
| Whistler HS104                                                                | Whistler HS104    | Ruka HS142      | Ruka HS142 | Engelberg HS140 | Engelberg HS140 | Titisee-Neustadt HS142 | Titisee-Neustadt HS142 | Bischofshofen HS140    | Bischofshofen HS140          | Erzurum HS140                | Erzurum HS140 | Sapporo HS100 | Sapporo HS137 | Sapporo HS137       | Planica HS138       | Planica HS138       | Iron Mountain HS133 | Iron Mountain HS133 | Brotterode HS117 | Brotterode HS117 | Klingenthal HS140 | Klingenthal HS140   | Rena HS139          | Rena HS139     | Zakopane HS140 | Zakopane HS140    | Czajkowskij HS140 | punkty            | punkty            | punkty | punkty | punkty | punkty | punkty | punkty | punkty | punkty | punkty | punkty | punkty | punkty | punkty | punkty | punkty | punkty | punkty | punkty | punkty | punkty | punkty | punkty | punkty | punkty | punkty | punkty | punkty | punkty | punkty | punkty | punkty | punkty | punkty | punkty | punkty | punkty | punkty | punkty |
| -                                                                             | -                 | -               | -          | -               | 54              | 52                     | -                      | -                      | -                            | -                            | -             | -             | -             | -                   | -                   | -                   | -                   | -                   | -                | -                | -                 | -                   | -                   | -              | -              | -                 | -                 | 0                 | 0                 | 0      | 0      | 0      | 0      | 0      | 0      | 0      | 0      | 0      | 0      | 0      | 0      | 0      | 0      | 0      | 0      | 0      | 0      | 0      | 0      | 0      | 0      | 0      | 0      | 0      | 0      | 0      | 0      | 0      | 0      | 0      | 0      | 0      | 0      | 0      | 0      | 0      | 0      |
| Sezon 2018/2019                                                               |                   |                 |            |                 |                 |                        |                        |                        |                              |                              |               |               |               |                     |                     |                     |                     |                     |                  |                  |                   |                     |                     |                |                |                   |                   |                   |                   |        |        |        |        |        |        |        |        |        |        |        |        |        |        |        |        |        |        |        |        |        |        |        |        |        |        |        |        |        |        |        |        |        |        |        |        |        |        |
| Lillehammer HS140                                                             | Lillehammer HS140 | Ruka HS142      | Ruka HS142 | Engelberg HS140 | Engelberg HS140 | Klingenthal HS140      | Klingenthal HS140      | Bischofshofen HS142    | Bischofshofen HS142          | Sapporo HS137                | Sapporo HS137 | Sapporo HS137 | Planica HS139 | Planica HS139       | Iron Mountain HS133 | Iron Mountain HS133 | Iron Mountain HS133 | Oberstdorf HS137    | Oberstdorf HS137 | Brotterode HS117 | Brotterode HS117  | Rena HS139          | Rena HS139          | Zakopane HS140 | Zakopane HS140 | Czajkowskij HS102 | Czajkowskij HS140 | punkty            | punkty            | punkty | punkty | punkty | punkty | punkty | punkty | punkty | punkty | punkty | punkty | punkty | punkty | punkty | punkty | punkty | punkty | punkty | punkty | punkty | punkty | punkty | punkty | punkty | punkty | punkty | punkty | punkty | punkty | punkty | punkty | punkty | punkty | punkty | punkty | punkty | punkty | punkty | punkty |
| dq                                                                            | 30                | -               | -          | 46              | -               | -                      | -                      | -                      | -                            | -                            | -             | -             | -             | -                   | -                   | -                   | -                   | -                   | -                | -                | -                 | -                   | -                   | -              | -              | -                 | -                 | 1                 | 1                 | 1      | 1      | 1      | 1      | 1      | 1      | 1      | 1      | 1      | 1      | 1      | 1      | 1      | 1      | 1      | 1      | 1      | 1      | 1      | 1      | 1      | 1      | 1      | 1      | 1      | 1      | 1      | 1      | 1      | 1      | 1      | 1      | 1      | 1      | 1      | 1      | 1      | 1      |
| Legenda                                                                       |                   |                 |            |                 |                 |                        |                        |                        |                              |                              |               |               |               |                     |                     |                     |                     |                     |                  |                  |                   |                     |                     |                |                |                   |                   |                   |                   |        |        |        |        |        |        |        |        |        |        |        |        |        |        |        |        |        |        |        |        |        |        |        |        |        |        |        |        |        |        |        |        |        |        |        |        |        |        |
| 1 2 3 4-10 11-30 poniżej 30 dq – dyskwalifikacja - – zawodnik nie wystartował |                   |                 |            |                 |                 |                        |                        |                        |                              |                              |               |               |               |                     |                     |                     |                     |                     |                  |                  |                   |                     |                     |                |                |                   |                   |                   |                   |        |        |        |        |        |        |        |        |        |        |        |        |        |        |        |        |        |        |        |        |        |        |        |        |        |        |        |        |        |        |        |        |        |        |        |        |        |        |

## Letni Puchar Kontynentalny

### Miejsca w poszczególnych konkursachLetniego Pucharu Kontynentalnego
| Źródło                                                                        | Źródło      | Źródło        | Źródło      | Źródło         | Źródło      | Źródło      | Źródło          | Źródło          | Źródło       | Źródło       | Źródło            | Źródło            | Źródło | Źródło | Źródło | Źródło | Źródło | Źródło | Źródło | Źródło | Źródło | Źródło | Źródło | Źródło | Źródło | Źródło |
| ----------------------------------------------------------------------------- | ----------- | ------------- | ----------- | -------------- | ----------- | ----------- | --------------- | --------------- | ------------ | ------------ | ----------------- | ----------------- | ------ | ------ | ------ | ------ | ------ | ------ | ------ | ------ | ------ | ------ | ------ | ------ | ------ | ------ |
| 2017                                                                          |             |               |             |                |             |             |                 |                 |              |              |                   |                   |        |        |        |        |        |        |        |        |        |        |        |        |        |        |
| Kranj HS109                                                                   | Kranj HS109 | Szczyrk HS106 | Wisła HS134 | Frenštát HS106 | Stams HS115 | Stams HS115 | Trondheim HS138 | Trondheim HS138 | Râșnov HS100 | Râșnov HS100 | Klingenthal HS140 | Klingenthal HS140 | punkty |        |        |        |        |        |        |        |        |        |        |        |        |        |
| -                                                                             | -           | 71            | 68          | 56             | dq          | 43          | dq              | 42              | -            | -            | -                 | -                 | 0      |        |        |        |        |        |        |        |        |        |        |        |        |        |
| Legenda                                                                       |             |               |             |                |             |             |                 |                 |              |              |                   |                   |        |        |        |        |        |        |        |        |        |        |        |        |        |        |
| 1 2 3 4-10 11-30 poniżej 30 dq – dyskwalifikacja - − zawodnik nie wystartował |             |               |             |                |             |             |                 |                 |              |              |                   |                   |        |        |        |        |        |        |        |        |        |        |        |        |        |        |

### Puchar Beskidów

#### Miejsca w klasyfikacji generalnej
| Sezon | Miejsce |
| ----- | ------- |
| 2017  | 59.     |

## FIS Cup

### Miejsca w klasyfikacji generalnej
| Sezon     | Miejsce |
| --------- | ------- |
| 2016/2017 | 78.     |
| 2017/2018 | 152.    |

### Miejsca w poszczególnych konkursachFIS Cupu
| Źródło                                                                        | Źródło       | Źródło        | Źródło        | Źródło           | Źródło           | Źródło           | Źródło           | Źródło             | Źródło             | Źródło         | Źródło         | Źródło         | Źródło         | Źródło         | Źródło         | Źródło          | Źródło          | Źródło        | Źródło        | Źródło      | Źródło  | Źródło    | Źródło    | Źródło | Źródło | Źródło | Źródło | Źródło | Źródło | Źródło | Źródło | Źródło | Źródło | Źródło | Źródło | Źródło | Źródło | Źródło | Źródło |
| ----------------------------------------------------------------------------- | ------------ | ------------- | ------------- | ---------------- | ---------------- | ---------------- | ---------------- | ------------------ | ------------------ | -------------- | -------------- | -------------- | -------------- | -------------- | -------------- | --------------- | --------------- | ------------- | ------------- | ----------- | ------- | --------- | --------- | ------ | ------ | ------ | ------ | ------ | ------ | ------ | ------ | ------ | ------ | ------ | ------ | ------ | ------ | ------ | ------ |
| Sezon 2015/2016                                                               |              |               |               |                  |                  |                  |                  |                    |                    |                |                |                |                |                |                |                 |                 |               |               |             |         |           |           |        |        |        |        |        |        |        |        |        |        |        |        |        |        |        |        |
| Villach                                                                       | Villach      | Kuopio        | Kuopio        | Szczyrk          | Szczyrk          | Einsiedeln       | Einsiedeln       | Râșnov             | Râșnov             | Notodden       | Notodden       | Zakopane       | Zakopane       | Pjongczang     | Pjongczang     | Whistler        | Whistler        | Eau Claire    | Eau Claire    | Planica     | Planica | Harrachov | Harrachov | punkty |        |        |        |        |        |        |        |        |        |        |        |        |        |        |        |
| -                                                                             | -            | -             | -             | -                | -                | -                | -                | 34                 | 40                 | 51             | 47             | -              | -              | -              | -              | -               | -               | -             | -             | -           | -       | -         | -         | 0      |        |        |        |        |        |        |        |        |        |        |        |        |        |        |        |
| Sezon 2016/2017                                                               |              |               |               |                  |                  |                  |                  |                    |                    |                |                |                |                |                |                |                 |                 |               |               |             |         |           |           |        |        |        |        |        |        |        |        |        |        |        |        |        |        |        |        |
| Villach HS98                                                                  | Villach HS98 | Szczyrk HS106 | Szczyrk HS106 | Kuopio HS127     | Kuopio HS127     | Einsiedeln HS117 | Einsiedeln HS117 | Hinterzarten HS108 | Hinterzarten HS108 | Râșnov HS100   | Râșnov HS100   | Notodden HS98  | Notodden HS98  | Zakopane HS134 | Zakopane HS134 | Eau Claire HS95 | Eau Claire HS95 | Sapporo HS100 | Sapporo HS134 | punkty      | punkty  | punkty    | punkty    | punkty | punkty | punkty | punkty | punkty | punkty | punkty | punkty | punkty | punkty | punkty | punkty | punkty | punkty | punkty |        |
| -                                                                             | -            | -             | -             | -                | -                | -                | -                | -                  | -                  | -              | -              | 35             | 36             | 32             | 4              | -               | -               | -             | -             | 50          | 50      | 50        | 50        | 50     | 50     | 50     | 50     | 50     | 50     | 50     | 50     | 50     | 50     | 50     | 50     | 50     | 50     | 50     |        |
| Sezon 2017/2018                                                               |              |               |               |                  |                  |                  |                  |                    |                    |                |                |                |                |                |                |                 |                 |               |               |             |         |           |           |        |        |        |        |        |        |        |        |        |        |        |        |        |        |        |        |
| Villach HS98                                                                  | Villach HS98 | Kuopio HS127  | Kuopio HS127  | Kandersteg HS106 | Kandersteg HS106 | Râșnov HS100     | Râșnov HS100     | Whistler HS104     | Whistler HS104     | Notodden HS100 | Notodden HS100 | Zakopane HS140 | Zakopane HS140 | Planica HS102  | Planica HS102  | Rastbüchl HS78  | Rastbüchl HS78  | Villach HS98  | Villach HS98  | Falun HS100 | punkty  | punkty    | punkty    | punkty | punkty | punkty | punkty | punkty | punkty | punkty | punkty | punkty | punkty | punkty | punkty | punkty | punkty | punkty | punkty |
| -                                                                             | -            | -             | -             | -                | -                | -                | -                | -                  | -                  | -              | -              | -              | -              | -              | -              | 37              | 41              | -             | -             | 22          | 9       | 9         | 9         | 9      | 9      | 9      | 9      | 9      | 9      | 9      | 9      | 9      | 9      | 9      | 9      | 9      | 9      | 9      | 9      |
| Legenda                                                                       |              |               |               |                  |                  |                  |                  |                    |                    |                |                |                |                |                |                |                 |                 |               |               |             |         |           |           |        |        |        |        |        |        |        |        |        |        |        |        |        |        |        |        |
| 1 2 3 4-10 11-30 poniżej 30 dq – dyskwalifikacja - − zawodnik nie wystartował |              |               |               |                  |                  |                  |                  |                    |                    |                |                |                |                |                |                |                 |                 |               |               |             |         |           |           |        |        |        |        |        |        |        |        |        |        |        |        |        |        |        |        |